# 希拉鱒
希拉鱒為麻哈魚屬的一個種，為溫帶淡水魚，被IUCN列為瀕危保育類動物，分布於北美洲美國新墨西哥州、亞利桑那州的希拉河流域，體長可達32公分，棲息在海拔2000公尺的山區溪流，生活習性不明。